# Börse am Sonntag
Die Börse am Sonntag ist ein deutschsprachiges Finanz- und Anlegermagazin. Das 2003 gegründete Medium erscheint bis zu vier Mal im Jahr als Print-Publikation und monatlich als E-Paper. Wöchentlich erscheint ein kostenloser Newsletter und regelmäßig Sonderformate wie Webinare. Zudem gibt es seit 2021 ein kostenpflichtiges Abonnement. Börse am Sonntag ist Online-Pflichtblatt aller deutscher Regionalbörsen.

## Inhalte
Die Börse am Sonntag bietet Informationen rund um das Finanz- und Börsengeschehen. Die Redaktion liefert Analysen, Berichte, Nachrichten und Hintergrundinformationen. Hierzu publizieren Kapitalmarktexperten, Chefvolkswirte und renommierte Analysten regelmäßig Gastbeiträge.
Chefredakteur der Börse am Sonntag ist Florian Spichalsky. Der in Kassel geborene Wirtschaftsjournalist schreibt als Autor auch für FOCUS Online, Finanzen100 und veröffentlicht vereinzelt bei ntv. Zusammen mit Wolfram Weimer hat er den Börsenatlas auf den Markt gebracht. Das Buch erscheint jährlich im Deutschen Wirtschaftsbuch Verlag.
Der ehemalige ZDF-Fernsehjournalist Reinhard Schlieker arbeitet als Editor-at-Large bei dem Finanz- und Anlegermagazin.
Seit Januar 2020 kooperiert die Börse am Sonntag mit den Portalen FOCUS Online sowie Finanzen100. Redaktionelle Inhalte erreichen dadurch ein Millionenpublikum.
Eine Online-Analyse hat gezeigt, dass ein Großteil der Leser unter 40 Jahre alt ist. Mit Produkten wie Webinaren und einem Premium-Abo reagiert die Redaktion auf das gesteigerte Interesse junger Anleger.
Die Anzahl der Digital-Abonnenten beträgt 117.000.

## Sonstiges
Die Börse am Sonntag ist Teil der Weimer Media Group. Die Weimer Media Group ist eine Verlagsgruppe aus München und Tegernsee, das sich auf anspruchsvollen Qualitätsjournalismus spezialisiert hat. Das Medienhaus produziert unter anderem die Formate Börse am Sonntag, Anlagetrends, Markt und Mittelstand, The European sowie WirtschaftsKurier und gehört als Online-Publisher zu den führenden deutschen Verlagsgruppen in der digitalen Kommunikation. Die Weimer Media Group ist außerdem Gastgeber großer Konferenzen wie dem Ludwig-Erhard-Gipfel, dem SignsAward, der Marken Gala oder dem Mittelstandspreis der Medien und publiziert im eigenen Verlag (Ch. Goetz Verlag, Deutscher Wirtschaftsbuch Verlag) Bücher und Unternehmensmagazine. Verleger sind Wolfram Weimer (ehemals Chefredakteur Die Welt, Cicero und Focus) und Christiane Goetz-Weimer (ehemals FAZ).